# Université Apollonia
L'université Apollonia est une université privée de Iași, Roumanie, fondée en 1991.